# استون مارتین در فرمول یک
استون مارتین یک تولیدکننده اتومبیل در بریتانیا است که به اشکال مختلف در فرمول یک شرکت کرده‌است. این شرکت برای اولین بار در فصل ۱۹۵۹ در فرمول یک شرکت کرد، جایی که آنها با پیشرانه ساخت خود برای اولین بار با شاسی دی‌بی‌آر۴ آغاز کردند، اما موفق به کسب هیچ امتیازی نشد. آنها در طول فصل ۱۹۶۰ به عملکرد ضعیف خود ادامه دادند و یک بار دیگر در به دست آوردن هیچ امتیازی ناکام ماندند و در نتیجه، استون مارتین پس از ۱۹۶۰ تصمیم به ترک فرمول یک گرفت.
تغییر نام تجاری تیم فرمول یک ریسینگ پوینت منجر به تغییر نام این تیم به عنوان استون مارتین در سال ۲۰۲۱ شد، گرچه با پیشرانه مرسدس رقابت می‌کند. این تیم که متعلق به لارنس استرول است، فرناندو آلونسو و لانس استرول را به عنوان رانندگان مسابقه دارند.

## تاریخچه

### شرکت دیوید براون (۱۹۵۹–۱۹۶۰)

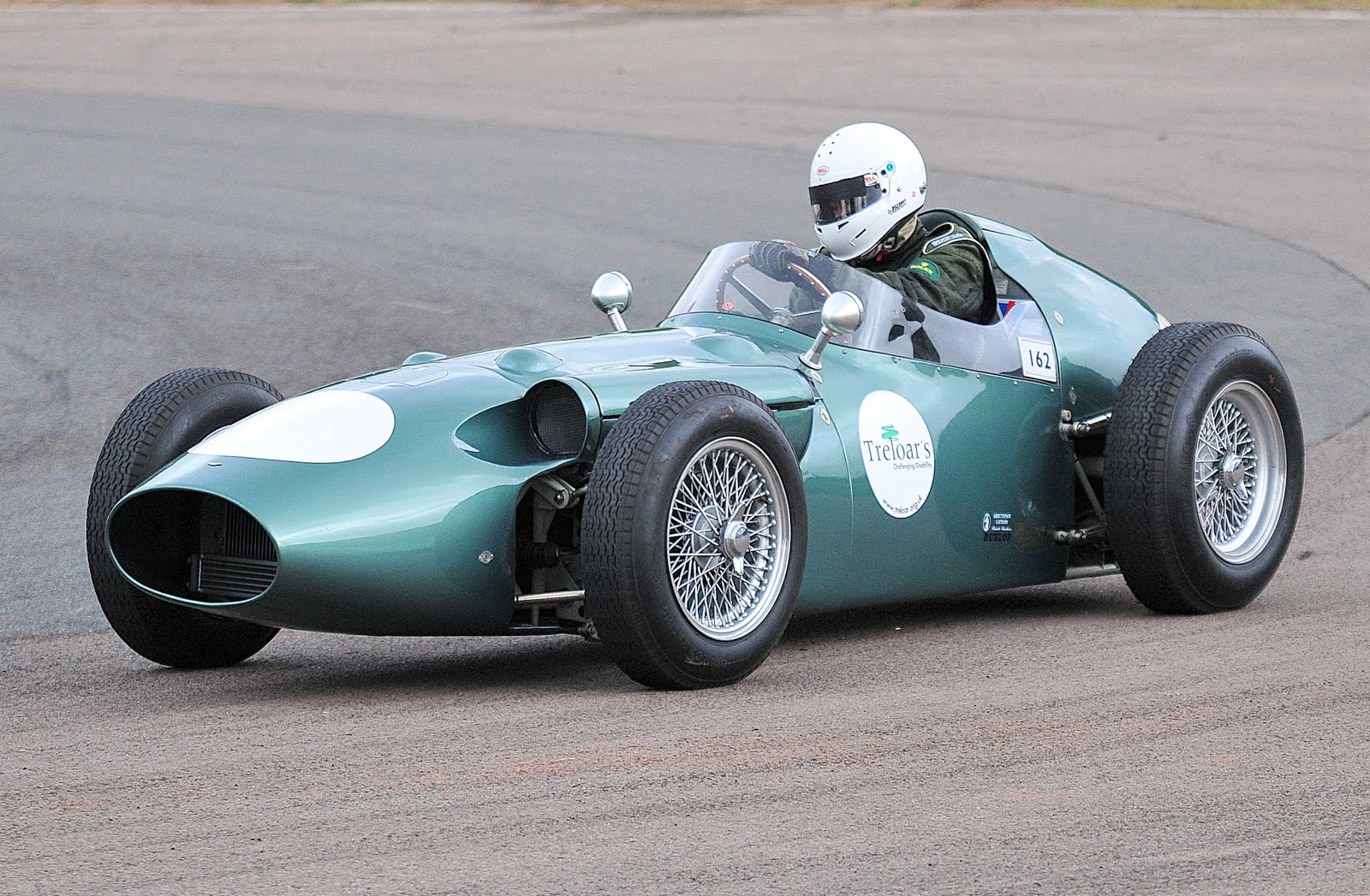
اتومبیل استون مارتین دی‌بی‌آر۴ که توسط روی سالوادوری و کرول شلبی رانده می‌شد.

استون مارتین ابتدا با دی‌بی‌آر۴، اولین اتومبیل مسابقه‌ای چرخ باز خود، وارد فرمول یک شد. دی‌بی‌آر۴ برای اولین بار در سال ۱۹۵۷ ساخته و آزمایش شد، اما اولین بار سال ۱۹۵۹ در فرمول یک ظاهر شد. این تأخیر به دلیل اولویت قرار دادن شرکت در تولید اتومبیل ورزشی دی‌بی‌آر۱ ایجاد شد که با پیروزی در مسابقات ۲۴ ساعته لمانز در سال ۱۹۵۹ ادامه یافت. با اولین حضور دی‌بی‌آر۴ در مسابقات قهرمانی جهان در جایزه بزرگ هلند، اتومبیل قدیمی شده بود و برای سرعت در برابر رقبای خود تلاش می‌کرد و کرول شلبی و روی سالوادوری به ترتیب در رده‌های ۱۰ و ۱۳ از ۱۵ رده قرار گرفتند. سالوادوری در دورهای اولیه با نقص موتور از مسابقه بازنشسته شد و ماشین شلبی نیز در اواخر مسابقه به همین سرنوشت دچار شد.
ورود بعدی این تیم در جایزه بزرگ بریتانیا بود که در آن سالوادوری با کسب رتبه دوم در تعیین خط باعث غافلگیر شد. در اوایل مسابقه، یکی از مگنتوهای احتراق شلبی از کار افتاد، و به سرعت به ماشین او آسیب زد. دومین مگنتو در اواخر مسابقه شکست و باعث بازنشستگی او شد. سالوادوری تنها توانست جایگاه ششم را حفظ کند و به سختی امتیاز از دست داد. در جایزه بزرگ پرتغال، هر دو خودرو از مشکلات اجتناب کردند و در رتبه‌های ششم و هشتم قرار گرفتند اما باز هم نتوانستند امتیاز کسب کنند. آخرین ورود استون مارتین در فصل ۱۹۵۹، جایزه بزرگ ایتالیا بود که در آن هر دو خودرو به مبارزه ادامه دادند و در تعیین خط در رتبه‌های هفدهم و نوزدهم قرار گرفتند. در طول مسابقه، سالوادوری قبل از اینکه دچار نقص موتور شود، در جایگاه هفتم بود در حالی که شلبی به خانه آمد تا دهم شود. این خودرو به طور قابل توجهی قدیمی بود و توسط رقبای خود نتوانست امتیازی کسب کند.
استون مارتین، دی‌بی‌آر۵ را برای رقابت در فصل ۱۹۶۰ ساخت. دی‌بی‌آر۵ بر اساس مدل قبلی خود ساخته شده بود، اما سبک‌تر و دارای سیستم تعلیق مستقل بود. با این حال، این خودرو یک موتور سنگین در جلو داشت و به طور منظم توسط خودروهای معمولی موتور عقب از دور خارج می‌شد. اولین ورود این تیم در این فصل جایزه بزرگ هلند بود، اما دی‌بی‌آر۵ هنوز آماده رقابت نبود. در نتیجه، فقط سالوادوری وارد مسابقه شد و دی‌بی‌آر۴ یدکی را رانندگی کرد. او فقط توانست رتبه هجدهم را کسب کند.
به دنبال این رشته از نتایج ضعیف، با شکست تیم در کسب یک امتیاز در مسابقات، استون مارتین فرمول یک را به طور کامل پس از جایزه بزرگ بریتانیا کنار گذاشت تا بر مسابقات اتومبیل‌رانی اسپورت تمرکز کند.

### بازگشت احتمالی و حمایت مالی (۲۰۲۰–۲۰۰۸٬۲۰۱۰٬۲۰۱۶)
در سال ۲۰۰۶، دیوید ریچاردز، رهبر کنسرسیومی که استون مارتین را در اختیار داشت، و شرکت فناوری او پرودرایو(Prodrive) به عنوان یک شرکت کننده بالقوه برای مسابقات قهرمانی فرمول یک در سال ۲۰۰۸، جایگاهی دریافت کردند. با گمانه زنی‌ها دربارهٔ بازگشت استون مارتین به فرمول یک، ریچاردز به صراحت اعلام کرد که استون مارتین تا آماده شدن به عنوان یک تیم فرمول یک راهی طولانی دارد. وی معتقد بود که مسیر رقابت پذیری به جای ایجاد تیم جدید با استون مارتین و پرودرایو، مشارکت با یک تیم دیگر در فرمول یک موجود است. در سال ۲۰۰۹، ریچاردز مجدداً قصد خود را برای بازگشت به فرمول یک در سال ۲۰۱۰ با امکان استفاده از نام استون مارتین را اعلام کرد، اما این امر عملی نشد. بین سال‌های ۲۰۱۶ تا ۲۰۲۰، استون مارتین به عنوان حامی مالی تیم مسابقه ردبول و به عنوان حامی عنوان تیم بین سال‌های ۲۰۱۸ تا ۲۰۲۰ فعالیت می‌کرد.

### تیم فرمول یک استون مارتین (۲۰۲۱-)

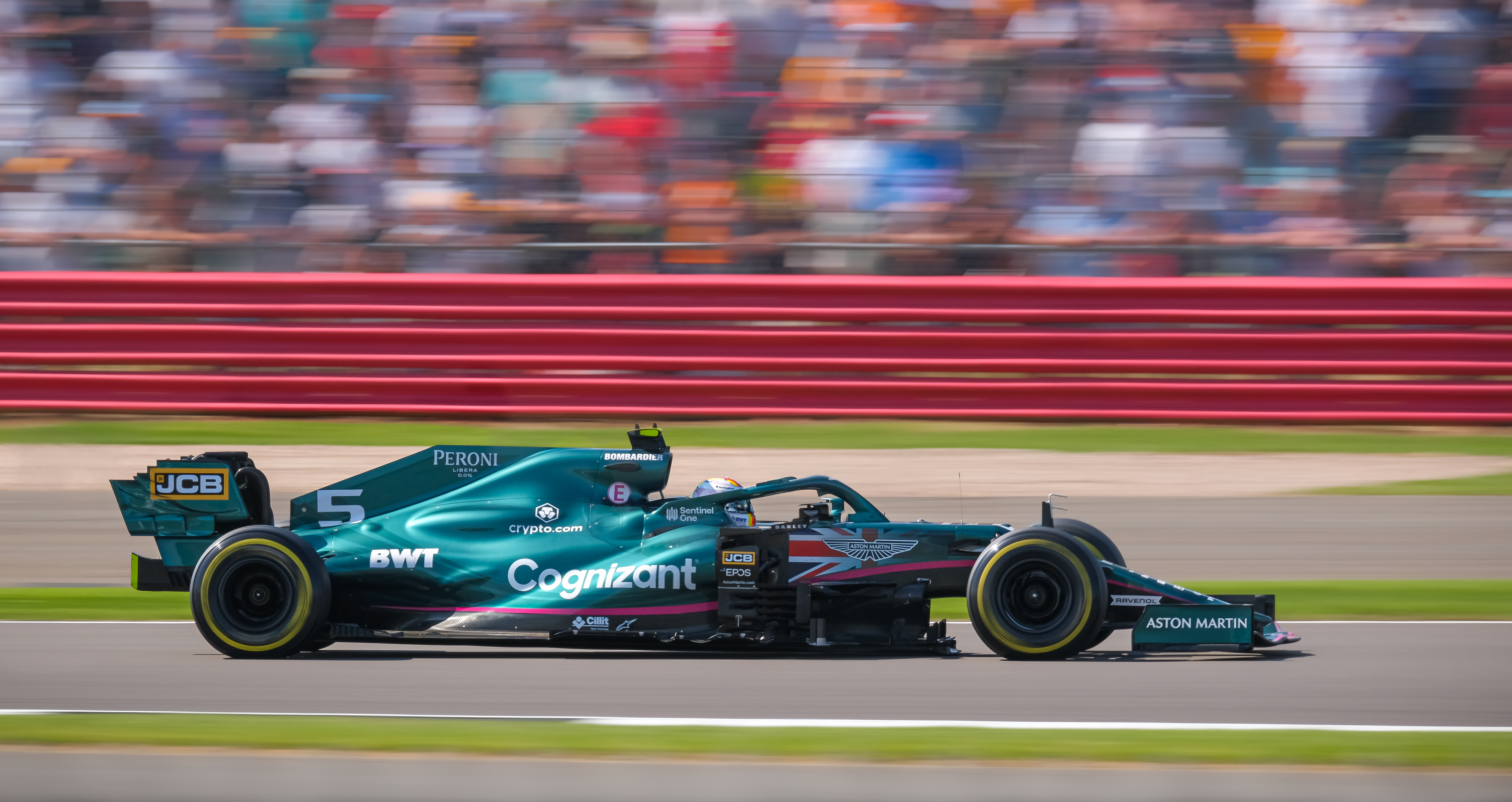
ای‌ام‌آر۲۱ در طول مسابقه جایزه بزرگ بریتانیا در سال ۲۰۲۱ با رانندگی سباستین فتل

در ژانویه ۲۰۲۰، مالک ریسینگ پوینت لارنس استرول با سرمایه‌گذاری که در استون مارتین انجام داد، توانست ۱۶٫۷ درصد سهام این شرکت را به خود اختصاص دهد. این منجر به بازسازی نام تجاری تیم فرمول یک ریسینگ پوینت به تیم فرمول یک استون مارتین برای فصل ۲۰۲۱ شد. این تیم با پیشرانه  مرسدس به رقابت می‌پردازد، کاری که از سال ۲۰۰۹ با نام‌های مختلف انجام داده‌است. سرجیو پرز که با تیم برای رانندگی تحت قرارداد بود در سپتامبر ۲۰۲۰ اعلام کرد که در پایان فصل ۲۰۲۰ تیم را ترک خواهد کرد. سباستین فتل قهرمان چهار دوره جهان و راننده سابق فراری جایگزین او شد. به عنوان بخشی از تغییر نام تجاری، تیم رنگ مسابقه‌ای صورتی بی‌دبلیو‌تی خود را به یک تکرار مدرن از رنگ سبز بریتانیایی استون مارتین تغییر داد. شرکت کوگنیزانت همچنین در ژانویه ۲۰۲۱ به عنوان حامی عنوان تیم معرفی شد. استون مارتین ای‌ام‌آر۲۱ در مارس ۲۰۲۱ رونمایی شد و پس از ۶۱ سال دوری از این ورزش، اولین خودروی فرمول یک استون مارتین شد.
مقر این تیم در سیلورستون قرار دارد و تاسیسات جدیدی به مساحت ۳۷٬۰۰۰ متر مربع (۴۰۰٬۰۰۰ فوت مربع) تا سال ۲۰۲۳ به بهره‌برداری می‌رسد. این تاسیسات دقیقاً در مقابل پیست سیلورستون در زمینی به مساحت ۲۹ هکتار در مزرعه لیچ لیک مستقر خواهد شد. استون مارتین ششمین سازنده متفاوتی است که از سال ۱۹۹۱ تاکنون از مقر سیلورستون فعالیت می‌کند. سباستین فتل با کسب مقام دوم در جایزه بزرگ آذربایجان نخستین سکوی استون مارتین را به دست آورد. فتل دوباره در جایزه بزرگ مجارستان دوم شد، اما به دلیل مشکل در نمونه سوخت ردصلاحیت شد. در ژوئن ۲۰۲۱، اوتمار سافناور، مدیر تیم تایید کرد که این تیم نیروی کار خود را از ۵۳۵ به ۸۰۰ کارمند افزایش می‌دهد. در سپتامبر ۲۰۲۱، استون مارتین تایید کرد که در سال ۲۰۲۲ بدون تغییر ترکیب رانندگان رقابت خواهند کرد. در ژانویه ۲۰۲۲، مدیر تیم اوتمار سافناور تیم را ترک کرد. مایک کراک که قبلا در تیم‌های موتوراسپرت ب‌ام‌و و پورشه کار می‌کرد، در همان ماه به عنوان جانشین سافناور معرفی شد. در فوریه ۲۰۲۲، آرامکو به عنوان حامی عنوان مشترک تیم پس از اطمینان از یک قرارداد همکاری بلند مدت اعلام شد.

## نتایج مسابقات جهانی فرمول یک
(کلید)

### ۱۹۵۹–۱۹۶۰
| سال   | شاسی    | پیشرانه                    | تایر | راننده            | ۱        | ۲      | ۳    | ۴      | ۵        | ۶      | ۷        | ۸       | ۹       | ۱۰     | امتیاز | ق.س. |
| ----- | ------- | -------------------------- | ---- | ----------------- | -------- | ------ | ---- | ------ | -------- | ------ | -------- | ------- | ------- | ------ | ------ | ---- |
| ۱۹۵۹  | دی‌بی‌آر۴ | استون مارتین آربی۶ ۲٫۵ ال۶ | D    |                   | موناکو   | ۵۰۰    | هلند | فرانسه | بریتانیا | آلمان  | پرتغال   | ایتالیا | آمریکا  |        | ۰      | ر.ن. |
| ۱۹۵۹  | دی‌بی‌آر۴ | استون مارتین آربی۶ ۲٫۵ ال۶ | D    | روی سالوادوری     |          |        | (ب)  |        | ۶        |        | ۶        | (ب)     |         |        | ۰      | ر.ن. |
| ۱۹۵۹  | دی‌بی‌آر۴ | استون مارتین آربی۶ ۲٫۵ ال۶ | D    | کرول شلبی         |          |        | (ب)  |        | (ب)      |        | ۸        | ۱۰      |         |        | ۰      | ر.ن. |
| ۱۹۶۰  | دی‌بی‌آر۴ | استون مارتین آربی۶ ۲٫۵ ال۶ | D    |                   | آرژانتین | موناکو | ۵۰۰  | هلند   | بلژیک    | فرانسه | بریتانیا | پرتغال  | ایتالیا | آمریکا | ۰      | ر.ن. |
| ۱۹۶۰  | دی‌بی‌آر۴ | استون مارتین آربی۶ ۲٫۵ ال۶ | D    | روی سالوادوری     |          |        |      | (ر.ص.) |          |        |          |         |         |        | ۰      | ر.ن. |
| ۱۹۶۰  | دی‌بی‌آر۵ | استون مارتین آربی۶ ۲٫۵ ال۶ | D    |                   |          |        |      |        |          | (ب)    |          |         |         |        | ۰      | ر.ن. |
| ۱۹۶۰  | دی‌بی‌آر۵ | استون مارتین آربی۶ ۲٫۵ ال۶ | D    | ماریس ترینتیگنانت |          |        |      |        |          |        | ۱۱       |         |         |        | ۰      | ر.ن. |
| منبع: |         |                            |      |                   |          |        |      |        |          |        |          |         |         |        |        |      |

### ۲۰۲۱-اکنون
| سال  | شاسی     | پیشرانه                              | تایر | راننده        | ۱     | ۲       | ۳        | ۴       | ۵      | ۶         | ۷      | ۸         | ۹      | ۱۰       | ۱۱       | ۱۲     | ۱۳       | ۱۴      | ۱۵    | ۱۶      | ۱۷      | ۱۸    | ۱۹      | ۲۰    | ۲۱      | ۲۲     | امتیاز | ق.س.  |
| ---- | -------- | ------------------------------------ | ---- | ------------- | ----- | ------- | -------- | ------- | ------ | --------- | ------ | --------- | ------ | -------- | -------- | ------ | -------- | ------- | ----- | ------- | ------- | ----- | ------- | ----- | ------- | ------ | ------ | ----- |
| ۲۰۲۱ | ای‌ام‌آر۲۱ | مرسدس ام۱۲ ئی پرفورمنس ۱٫۶ وی۶ توربو | P    |               | بحرین | ایمولا  | پرتغال   | اسپانیا | موناکو | آذربایجان | فرانسه | اشتیریا   | اتریش  | بریتانیا | مجارستان | بلژیک  | هلند     | ایتالیا | روسیه | ترکیه   | آمریکا  | مکزیک | سائو پ. | قطر   | عربستان | ابوظبی | ۷۷     | هفتم  |
| ۲۰۲۱ | ای‌ام‌آر۲۱ | مرسدس ام۱۲ ئی پرفورمنس ۱٫۶ وی۶ توربو | P    | لانس استرول   | ۱۰    | ۸       | ۱۴       | ۱۱      | ۸      | ب.        | ۱۰     | ۸         | ۱۳     | ۸        | ب.       | ۲۰     | ۱۲       | ۷       | ۱۱    | ۹       | ۱۲      | ۱۴    | ب.      | ۶     | ۱۱      | ۱۳     | ۷۷     | هفتم  |
| ۲۰۲۱ | ای‌ام‌آر۲۱ | مرسدس ام۱۲ ئی پرفورمنس ۱٫۶ وی۶ توربو | P    | سباستین فتل   | ۱۵    | ۱۵†     | ۱۳       | ۱۳      | ۵      | ۲         | ۹      | ۱۲        | ۱۷†    | ب.       | ر.ص.     | ۵      | ۱۳       | ۱۲      | ۱۲    | ۱۸      | ۱۰      | ۷     | ۱۱      | ۱۰    | ب.      | ۱۱     | ۷۷     | هفتم  |
| ۲۰۲۲ | ای‌ام‌آر۲۲ | مرسدس ام۱۳ ئی پرفورمنس ۱٫۶ وی۶ توربو | P    |               | بحرین | عربستان | استرالیا | ایمولا  | میامی  | اسپانیا   | موناکو | آذربایجان | کانادا | بریتانیا | اتریش    | فرانسه | مجارستان | بلژیک   | هلند  | ایتالیا | سنگاپور | ژاپن  | آمریکا  | مکزیک | سائو پ. | ابوظبی | ۱۶*    | هشتم* |
| ۲۰۲۲ | ای‌ام‌آر۲۲ | مرسدس ام۱۳ ئی پرفورمنس ۱٫۶ وی۶ توربو | P    | لانس استرول   | ۱۲    | ۱۳      | ۱۲       | ۱۰      | ۱۰     | ۱۵        | ۱۴     | ۱۶        | ۱۰     | ۱۱       | ۱۳       | ۱۰     | ۱۱       | ۱۱      |       |         |         |       |         |       |         |        | ۱۶*    | هشتم* |
| ۲۰۲۲ | ای‌ام‌آر۲۲ | مرسدس ام۱۳ ئی پرفورمنس ۱٫۶ وی۶ توربو | P    | سباستین فتل   |       |         | ب.       | ۸       | ۱۷     | ۱۱        | ۱۰     | ۶         | ۱۲     | ۹        | ۱۷       | ۱۱     | ۱۰       | ۸       |       |         |         |       |         |       |         |        | ۱۶*    | هشتم* |
| ۲۰۲۲ | ای‌ام‌آر۲۲ | مرسدس ام۱۳ ئی پرفورمنس ۱٫۶ وی۶ توربو | P    | نیکو هولکنبرگ | ۱۷    | ۱۲      |          |         |        |           |        |           |        |          |          |        |          |         |       |         |         |       |         |       |         |        | ۱۶*    | هشتم* |

یادداشت
- * – فصل هنوز در جریان است.
- † – راننده گراند پری را به پایان نرسانده‌است، اما از آنجا که بیش از ۹۰٪ از مسافت مسابقه را طی کرده‌است، در رده‌بندی قرار گرفته‌است.